# Euphranta solaniferae
Euphranta solaniferae
 es una especie de insecto del género Euphranta de la familia Tephritidae del orden Diptera. 
Albany Hancock y Drew la describieron científicamente por primera vez en el año 1994.